# Antonio Spinetti Dini
Antonio Spinetti Dini est l'une des quinze paroisses civiles de la municipalité de Libertador dans l'État de Mérida au Venezuela. Sa capitale est Mérida, chef-lieu de la municipalité et capitale de l'État.

## Personnalités liées
- Luis López (né en 1973) : professeur et homme politique, ministre de la Santé.